# Toni Kolehmainen
Toni Kolehmainen (ur. 20 lipca 1988 w Oulu) – fiński piłkarz występujący na pozycji defensywnego pomocnika. Od 2017 jest zawodnikiem Wisły Puławy.

## Kariera
W czasach juniorskich występował w Blackburn Rovers. W 2005 roku powrócił do Finlandii, przechodząc do AC Oulu. W 2006 roku ponownie wyjechał z kraju, tym razem do AZ Alkmaar. W sezonie 2008/2009 roku był członkiem pierwszego zespołu, jednak nie rozegrał w jego barwach żadnego meczu w Eredivisie. W 2009 roku odszedł do AC Oulu. Po sezonie 2009 odszedł do TPS Turku. W 2012 roku został zawodnikiem Hønefoss BK. W latach 2015–2016 występował w HJK Helsinki oraz jego rezerwach, występujących pod nazwą Klubi 04. 16 lutego 2017 został piłkarzem pierwszoligowej Wisły Puławy.
Ma za sobą sześć spotkań rozegranych dla reprezentacji Finlandii U-21. W seniorskiej kadrze zadebiutował 22 stycznia 2012. Finowie wygrali wówczas z Trynidadem i Tobago 3:2, a Kolehmainen zdobył jedną z bramek. Strzelił także gola w finale Baltic Cup 2012, ale w serii rzutów karnych zmarnował jedenastkę i turniej wygrali Łotysze.